# Zoë Jenny

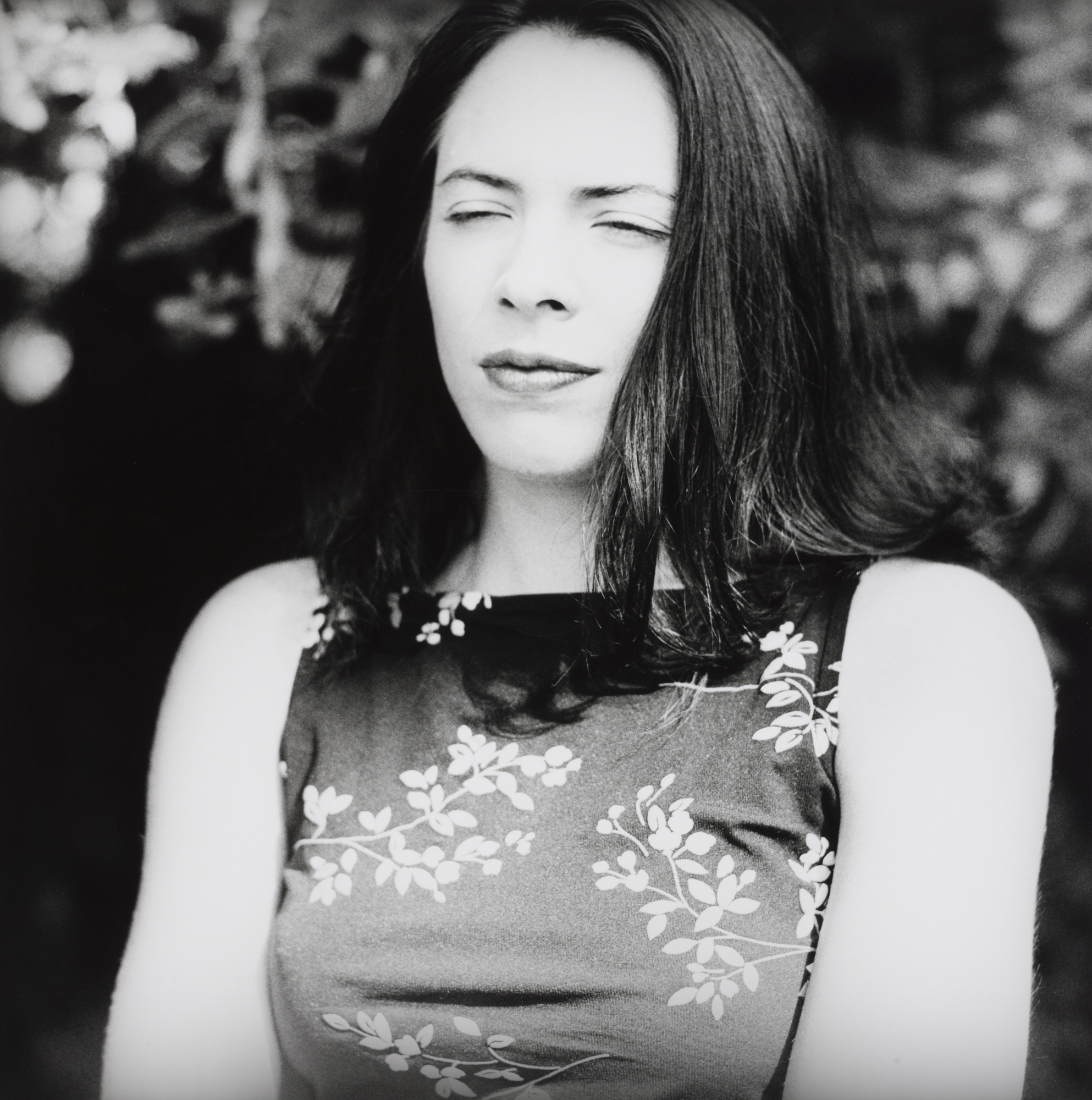
Zoë Jenny während eines Aufenthalts in der Villa Waldberta (2002)

Zoë Jenny (* 16. März 1974 in Basel) ist eine Schweizer Schriftstellerin.

## Leben
Zoë Jenny wurde 1974 in Basel als Tochter des Verlegers Matthyas Jenny (1945–2021) und der Malerin Rahel Knöll (* 1951) geboren. Als sie drei Jahre alt war, ließen sich die Eltern scheiden. Jenny und ihr Bruder Caspar Jenny, der heute Dichter und Kunstmaler ist, wuchsen beim Vater in Basel, in Griechenland und in Carona im Kanton Tessin auf. Von 1982 bis 1984 besuchte sie die reformpädagogische Freie Volksschule Basel. Bereits als Schülerin wurde sie schriftstellerisch tätig und veröffentlichte ab 1993 verschiedene Kurzgeschichten, Erzählungen und Essays in Literaturzeitschriften des deutschsprachigen Raums. 1994 absolvierte Jenny ihren Abschluss an der Diplommittelschule in Basel.
1997 erschien Jennys erster Roman Das Blütenstaubzimmer, der Bestsellerstatus erlangte und in 27 Sprachen übersetzt wurde. Darin wird die Wiederbegegnung einer Tochter nach zwölf Jahren mit ihrer Mutter beschrieben, die sich nach dem Tod ihres zweiten Mannes in ein Zimmer eingeschlossen hat, das im Roman den Namen „Blütenstaubzimmer“ trägt. Die Autorin will in ihrem Buch nach eigenen Angaben das Gefühl der „Unbehaustheit“ und der Verlorenheit vermitteln, das sie als typisch für ihre Zeitgenossen empfindet. Sie unternahm ausgedehnte Vortragsreisen in die Vereinigten Staaten, nach China und Japan; zeitweise lebte sie in New York und in Berlin.
1999 erschien der Roman Der Ruf des Muschelhorns. 2000 folgte das Kinderbuch Mittelpünktchens Reise um die Welt. Im selben Jahr erschien der Roman Ein schnelles Leben, eine moderne Adaption der Romeo-und-Julia-Thematik.
2002 war Zoë Jenny Preisrichterin am Internationalen Filmfestival von Locarno. Sie war Kolumnistin für Die Zeit, die Financial Times und die Schweizer Illustrierte.
Im Jahr 2004 zog Jenny nach London. 2007 erschien ihr Künstlerroman Das Portrait. 2008 heiratete sie den Briten Matthew Homfray, im Januar 2010 wurde ihre Tochter geboren. Im Jahr 2010 folgte der in englischer Sprache verfasste Roman The Sky is Changing. 2013 erschien der Erzählband Spätestens morgen. Nachdem ihre Ehe 2012 geschieden worden war, zog Jenny 2013 nach Zürich. Im Januar 2015 zog sie nach Wien.

## Positionen
Auch aufgrund eigener Kindheitserfahrungen ging sie 2013 in einem in der Zeitung Die Welt erschienenen Artikel mit der Reformpädagogik und der Alternativen Szene der 1980er Jahre hart ins Gericht. Auf die Pädophiliedebatte der Grünen Bezug nehmend, kritisierte sie die Lernresistenz der – wie Jenny sie nennt – „Weltverbesserer“: „In den links-grünen Kommunen der Siebziger- und Achtzigerjahre lebten Kinder hochgefährlich. Frei fühlten sich vor allem die Erwachsenen, die in einer falsch verstandenen Liberalität sämtliche Grenzen überschritten.“
Jenny war Botschafterin der schweizerischen Kinder- und Jugendorganisation Pro Juventute.

## Auszeichnungen
- 1997: Aspekte-Literaturpreis, für Das Blütenstaubzimmer
- 1997: 3sat-Stipendium beim Ingeborg-Bachmann-Preis
- 1997: Literaturpreis der Jürgen Ponto-Stiftung, für Das Blütenstaubzimmer
- 2002: Zentralschweizer Publikumspreis für Literatur, für die Kurzgeschichte Auf der Heimfahrt

## Werke
- Das Blütenstaubzimmer. Roman. Frankfurter Verlagsanstalt, Frankfurt am Main 1997, ISBN 3-627-00052-8.
  - als Taschenbuch: btb, München 1999, ISBN 3-442-72383-3.
  - als Hörbuch: Gekürzte Fassung, gelesen von Alexandra Henkel. 2 MCs. Tandem, Königswinter 1998.
- Der Ruf des Muschelhorns. Roman. Frankfurter Verlagsanstalt, Frankfurt am Main 2000, ISBN 3-627-00073-0.
  - als Taschenbuch: btb, München 2002, ISBN 3-442-72692-1.
- Mittelpünktchens Reise um die Welt, illustriert von Bernd Pfarr. Hanser, München 2001, ISBN 3-446-20006-1.
  - als Taschenbuch: dtv, München 2002, ISBN 3-423-62121-4.
- Ein schnelles Leben. Roman. Aufbau, Berlin 2002, ISBN 3-351-02951-9.
  - als Taschenbuch: Aufbau, Berlin 2003, ISBN 3-7466-2059-7.
  - als Hörbuch: Lesung mit Sascha Icks. Produktion: Südwestrundfunk. 3 CDs. DAV, Berlin 2002.
- Das Portrait. Roman. Frankfurter Verlagsanstalt, Frankfurt am Main 2007, ISBN 978-3-627-00142-1.
  - als Taschenbuch: btb, München 2009, ISBN 978-3-442-73905-9.
- The Sky is Changing. Roman. Legend Press, 2010, ISBN 978-1-906558-17-8.
- Sugar Rush. Kurzgeschichte. Probsthayn (Literatur-Quickie 38), Hamburg 2011, ISBN 978-3-942212-38-0.
- Spätestens morgen. Erzählungen. Frankfurter Verlagsanstalt, Frankfurt am Main 2013, ISBN 978-3-627-00197-1.
- (als Hrsg.:) Natalie K: Meine Geschichte beginnt in einem wunderbaren Dorf. Die Aufzeichnungen einer Kindsmörderin. Salis, Zürich 2017, ISBN 978-3-906195-60-5.
- Der verschwundene Mond. Roman. Frankfurter Verlagsanstalt, Frankfurt 2022, ISBN 978-3-627-00296-1.
- mit Caspar Jenny: Die Nachtmaschine. Matthyas Jenny: Ein literarisches Leben. Zytglogge, Basel 2024, ISBN 978-3-7296-5170-8.
- Nachts werden alle Wünsche wahr. Mit Bildern von Lisa Hänsch. KARIBU, München 2024, ISBN 978-3-96129-408-4.